# A Limia
A Limia (spanisch La Limia) ist eine der 12 Comarcas der spanischen Provinz Ourense in der Autonomen Gemeinschaft Galicien.

## Lage
Das Gebiet der Comarca liegt im Süden der Provinz Ourense und grenzt dort an Portugal und folgende Comarcas innerhalb der Provinz:
| Terra de Celanova | Allariz-Maceda                              | Terra de Caldelas |
| Baixa Limia       | Kompassrose, die auf Nachbargemeinden zeigt | Verín             |
|                   | Portugal                                    |                   |

## Gliederung
Die Comarca umfasst elf Gemeinden (spanisch Municipios; galicisch Concello) mit einer Fläche von 801,90 km², was 11,03 % der Fläche der Provinz Ourense und 2,71 % der Fläche Galiciens entspricht.
| Gemeinde         | Einwohner (2024) | Fläche km² | Dichte Einw./km² | Cod INE | Postleitzahl |
| ---------------- | ---------------- | ---------- | ---------------- | ------- | ------------ |
| Baltar           | 853              | 93,99      | 9                | 32005   | 32632        |
| Os Blancos       | 716              | 47,56      | 15               | 32012   | 32634        |
| Calvos de Randín | 644              | 97,87      | 7                | 32016   | 32648        |
| Porqueira        | 832              | 43,40      | 19               | 32062   | 32643        |
| Rairiz de Veiga  | 1.179            | 72,11      | 16               | 32067   | 32652        |
| Sandiás          | 1.113            | 52,83      | 21               | 32077   | 32692, 32693 |
| Sarreaus         | 1.069            | 77,29      | 14               | 32078   | 32631        |
| Trasmiras        | 1.220            | 56,74      | 22               | 32082   | 32695        |
| Vilar de Barrio  | 1.199            | 106,74     | 11               | 32089   | 32702        |
| Vilar de Santos  | 795              | 20,70      | 38               | 32090   | 32650        |
| Xinzo de Limia   | 9.632            | 132,67     | 73               | 32032   | 32630        |
| Comarca A Limia  | 19.252           | 801,90     | 24               | –       | –            |